# 山崎有恒
山崎 有恒（やまざき ゆうこう、1964年9月4日 - 2024年11月21日）は、日本の歴史学者、YouTuber。立命館大学文学部教授、専攻は日本近代史（政治史・治水史・競馬史・植民地史など）。

## 略歴
千葉県出身。1988年に東京大学文学部日本史学科卒業。1994年同大学院博士課程単位取得満期退学し、同年に東京大学文学部助手となる。群馬大学非常勤講師を経て、1995年に立命館大学専任講師、のち助教授、2007年より准教授、2009年より教授。
同時に在外研究として、1999年から2000年米プリンストン大学客員研究員、2009年から2010年韓国高麗大学校客員教授、2019年台湾国立政治大学台湾史研究所客座教授。
メディア出演も精力的に行っている。2018年4月17日の「林修の今でしょ!講座3時間スペシャル」で地上波番組に初出演し、「明治の偉人」について峰島喜代らを紹介した。番組の中で、この番組のMCで東進ハイスクールの現代文講師の林修と東京大学時代の同級生であることが明かされた。(林の方が1年長く大学に在学したため、卒業した年は山崎の方が早かった。)
2020年4月9日より、新型コロナウイルス対策のため大学が休講になったことを受けYoutube上で授業動画を公開する「ゆうこうちゃんねる」を開設し、YouTuberとしての活動を開始。チャンネルでは授業関係の動画のみならず、専門の近代史以外にも日本史上の様々な出来事について紹介している。
2024年11月21日午前、台湾の国立政治大学台湾史研究所への訪問中、心不全のため同研究所の宿泊施設で逝去。享年60。

## 人物
趣味は競馬観戦など多数。好きな食べ物はマルセイバターサンドなど甘いもの全般。
好きな歴史上の人物は松方正義と公言していたが(金本位制という国民に痛みを伴う政治家がやりたがらない政策を自分一代で推し進めたことが理由であると本人は述べている。)、高校時代に城山三郎の「男子の本懐」と出会ってからは濱口雄幸だと公言している。

## 著書

### 編著
- 『伊集院兼寛関係文書』芙蓉書房出版、1996年。ISBN 978-4829501702。
- 『西園寺公望関係文書』松香堂書店、2012年。ISBN 978-4879746665。

### 主な論文
- 「『公議』抽出機構の形成と崩壊　公議所と集議院」　伊藤隆編『日本近代史の再構築』(山川出版社,1993年)
- 「官業払い下げをめぐる工部省の政策展開とその波紋--明治初期の官僚と政商」　『史学雑誌』102巻/ 9号, 1607-1630頁 [1993.09]
- 「明治初年の洋学者と議会制度導入」　『日本歴史』554号, 79-95頁[1994.7]
- 「愛国社第2回全国大会をめぐる情報戦争」　『日本歴史』558号, 93-100頁[1994.11]
- 「初期議会の治水問題」 『立命館史學』[1995]
- 「近代国家への胎動と飛翔」 『季刊河川レビュー』24巻/2号,　14-27頁[1995.秋季]
- 「明治期の利根川治水をめぐる千葉県の政治状況」 『立命館文學』542号, 736-757頁[1995.12]
- 「内務省の河川政策」　高村直助編『道と川の近代』(山川出版社,1996年)
- 「戦後五十年と歴史学」　歴史学研究会編『戦後50年をどう見るか』(青木書店,1995年)
- 「明治末期の治水問題－臨時治水調査会を中心に－」　櫻井良樹編『地域政治と近代日本』(日本経済評論社,1998年)
- 「日本近代化の再検討」　『日本歴史研究』[2000.4]
- 「立命館大学所蔵歴史資料について」 『立命館大学百年史紀要』[2001.3]
- 「日本近代化手法をめぐる相克―内務省と工部省」　鈴木淳編『工部省とその時代』(山川出版社,2002年)
- 「満鉄付属地行政権の法的性格―関東軍の競馬場戦略を中心に」　浅野豊美・松田利彦編『植民地帝国日本の法的展開』(信山社出版,2004年)
- 「もう一つの首都圏と娯楽―植民地競馬場を中心に」　奥須磨子・羽田博昭編『都市と娯楽 （首都圏史叢書）』(日本経済評論社,2004年)
- 「明治初年の公議所・集議院―議員の意識と行動」　鳥海靖他編『日本立憲政治の形成と変質』(吉川弘文館,2005年)
- 「転換期としての大正時代」　『歴史都市防災論文集』1号, 63-66頁［2007.06]
- 「植民地への国際移動　―満州・朝鮮の生活空間分析―」　『立命館言語文化研究』20巻/ 4号, 102-103頁[2009.03]
- 「植民地空間満州における日本人と多民族―競馬場の存在を素材として」　『立命館言語文化研究』21巻/ 4号, 135-147頁[2010.03]
- 「明治維新の研究動向－公議という歴史用語をめぐって－」　『日本史学会研究発表会論文集（韓国日本史学会）』[2011.06]